# 奥西片科 (扎波罗热州)
46°55′0″N 36°49′8″E / 46.91667°N 36.81889°E

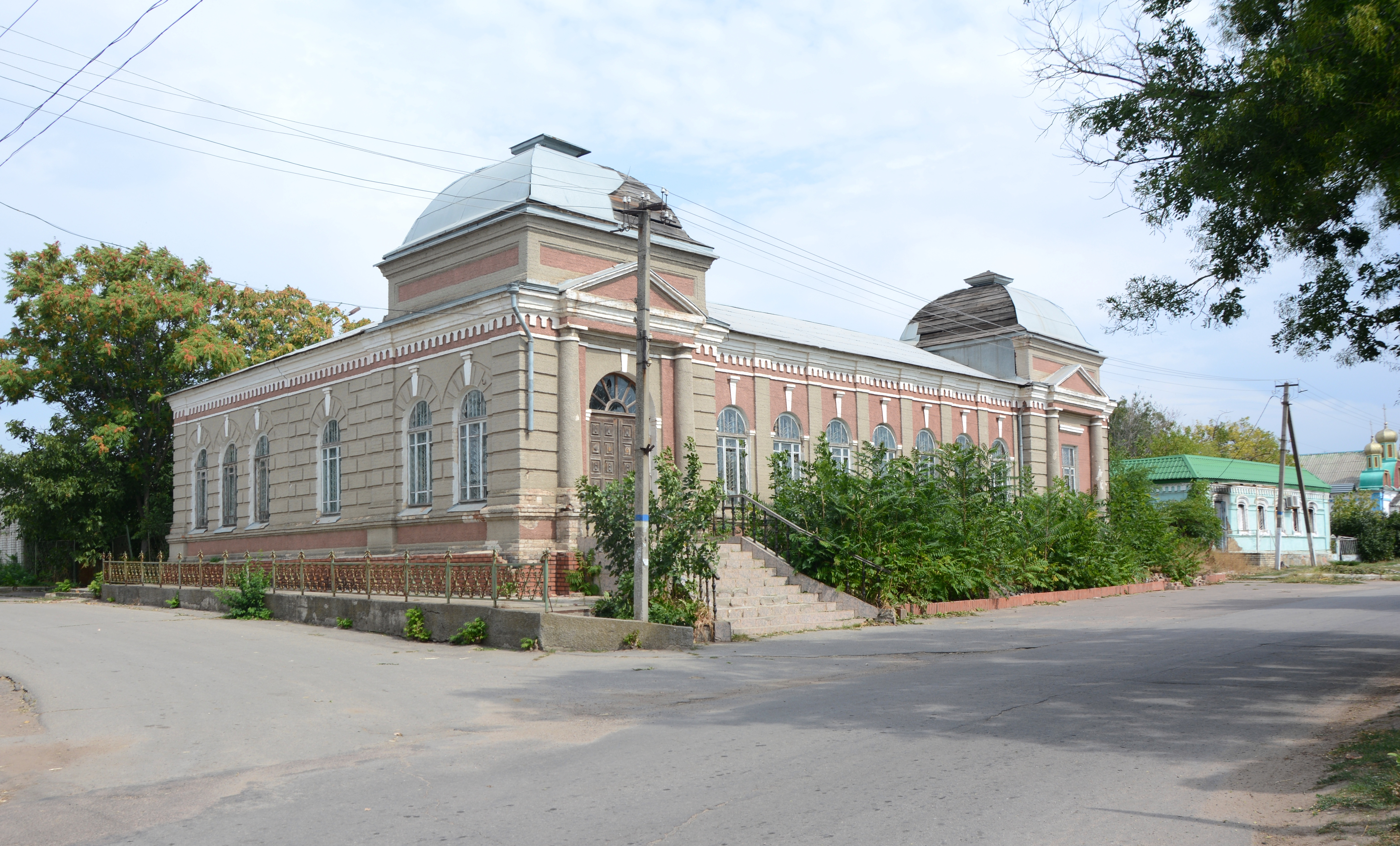
乡村银行

奧西片科（羅馬化：Osypenko）是位於烏克蘭東南部的村莊，由扎波羅熱州別爾江斯克區的奧西片科市鎮負責管轄。該村始建於1805年，面積11.62平方公里，海拔高度19米，2001年人口4,667，人口密度每平方公里401.64人。

## 著名人物
- 波利娜·奧西片科，蘇聯烏克蘭裔飛行員